# Aenne Michalsky
Aenne Michalsky (19. Juli 1908 in Prag – 7. November 1986 in Wien; bisweilen auch 1901 als Geburtsjahr) war eine österreichische Opernsängerin der Stimmlage Sopran, die von 1924 bis 1955 an der Wiener Staatsoper verpflichtet war und die von 1928 bis 1941 bei den Salzburger Festspielen sang.

## Leben und Werk
Über Aenne Michalskys Leben ist wenig bekannt. Jedoch ergibt das Vorstellungsverzeichnis der Wiener Staatsoper einen guten Einblick in die drei Jahrzehnte währende Tätigkeit der Sängerin an diesem Haus. Michalsky übernahm eine Vielzahl kleiner Rollen, Dienerinnen und Mägde, Page, Knappe, und Sklave, Engelsstimme, sang aber auch fallweise Hauptrollen wie die Liù in Turandot oder die Micaëla in Carmen. 98-mal verkörperte sie die Gräfin Ceprano in Verdis Rigoletto, 113-mal die Jungfer Marianne Leitmetzerin im Rosenkavalier von Hugo von Hofmannsthal und Richard Strauss, die zu ihrer Paraderolle wurde.
Bei den Salzburger Festspielen debütierte sie 1928 als Zweite Dame in der Zauberflöte und 1933 als Zweite Dienerin in der Frau ohne Schatten, sang aber auch alljährlich von 1932 bis 1939 und erneut 1941 die Jungfer Marianne Leitmetzerin im Rosenkavalier. Sie war in Salzburg auch als Zerlina im Don Giovanni und als Barbarina in der Hochzeit des Figaro zu sehen und zu hören, weiters in kleineren Rollen in Opern von Gluck, Strauss und Weber.
Sie sang unter der Leitung einer Reihe namhafter Dirigenten, darunter Wilhelm Furtwängler, Robert Heger, Hans Knappertsbusch, Clemens Krauss, Dimitri Mitropoulos und Bruno Walter.
Michalsky war auch Konzertsängerin. Beispielsweise übernahm sie 1931 Sopranpartien in einem RAVAG-Konzert mit Werken von Brahms, Bruckner und Wolf, dirigiert von Rudolf Nilius, und in Mahlers Zweiter im Wiener Konzerthaus, dirigiert von Anton Konrath. 1946 sang sie im Mozart-Saal des Konzerthauses Alban Bergs Sieben frühe Lieder aus dem Jahre 1907, Dirigent war Bogo Leskovic.

## Rollen (Auswahl)
| Bizet: - Frasquita und Micaëla in Carmen Alexander Borodin: - Amme der Fürstin Jaroslawna in Fürst Igor d’Albert: - Pepa, Nuri und Antonia in Tiefland Gluck: - Amor und Geister des Elysiums in Orfeo ed Euridice Engelbert Humperdinck: - Sandmännchen, Taumännchen und Gretel in Hänsel und Gretel Korngold: - Lucienne in Die tote Stadt Lehár: - Sylviane in Die lustige Witwe - Anita in Giuditta Leoncavallo: - Nedda in Der Bajazzo Lortzing: - Marie in Zar und Zimmermann - Nanette in Der Wildschütz Mascagni: - Lola in Cavalleria rusticana Mozart: - Barbarina in Le nozze di Figaro - Zerlina in Don Giovanni - 2. Dame in Die Zauberflöte Nicolai: - Jungfer Anna Reich in Die lustigen Weiber von Windsor | Puccini: - Kate Pinkerton in Madama Butterfly - Nella in Gianni Schicchi - Liù in Turandot Rossini: - Clorinda in La Cenerentola Smetana: - Marie in Die verkaufte Braut Johann Strauß: - Ida und Felicita in Die Fledermaus Richard Strauss: - Ein Sklave in Salome - Vierte Magd und Vertraute in Elektra - Marianne Leitmetzerin in Der Rosenkavalier - Echo und Dryade in Ariadne auf Naxos - 1. Elf in Die ägyptische Helena - 2. Dienerin, Ungeborene und Sklavin in Die Frau ohne Schatten Suppé: - Isabella und Fiametta in Boccaccio Verdi: - Gräfin Ceprano und Page der Herzogin in Rigoletto - Nannetta in Falstaff Wagner: - Friedensbote in Rienzi - Wellgunde in Götterdämmerung - Knappe und Blumenmädchen in Parsifal Weber: - Droll in Oberon Wolf-Ferrari: - Lucieta in Die vier Grobiane |

## Tondokumente
- Strauss: Der Rosenkavalier Auszüge (Ende des 1. Aktes und Beginn des 2. Aktes), mit Lotte Lehmann, Elisabeth Schumann, Maria Olczewska, Richard Mayr, Hermann Gallos, Viktor Madin, Bella Paalen, Karl Ettl und Aenne Michalsky. Wiener Philharmoniker, Chor der Wiener Staatsoper, Dirigent: Robert Heger (3xLP, Mono + Box)[5][6]
- Wagner: Götterdämmerung, Live-Mitschnitt aus der Wiener Staatsoper (Ausschnitte aus dem 3. Akt), mit Max Lorenz (Siegfried), Anny Konetzni (Brünnhilde), Luise Helletsgruber (Woglinde), Dora With (Floßhilde) und Aenne Michalsky (Wellgunde). Wiener Philharmoniker, Chor der Wiener Staatsoper, Dirigent: Hans Knappertsbusch.[7]
- Great Singers and Musicians in Copenhagen, 1931–1939[8]